# Claymoor
Mihai sau Mișu Ion Văcărescu (1842 sau 1843 – 12 iunie 1903), cel mai frecvent cunoscut sub numele de Claymoor, a fost un cronicar monden al vieții bucureștene, critic de film, critic de teatru, fiul poetului Iancu Văcărescu. Ofițer de cavalerie în rezervă în Forțele Terestre Române, a început să scrie în jurul vârstei de 30 de ani, atingând faima ca foiletonist de cronică mondenă la cotidianul francofon L'Indépendence Roumaine. El a fost respectat pe scară largă pentru verdictele sale în lumea modei și ca arbitru al bunului gust; totuși, unii dintre contemporanii săi l-au ridiculizat pentru stilul său literar înflorit, implicarea sa politică în Partidul Conservator și aparenta sa homosexualitate.
Perioada de glorie a lui Claymoor, care s-a suprapus cu apogeul perioadei Belle Époque, s-a încheiat cu moartea sa subită. Deși almanahul său era deja publicat, el a fost uitat în mare măsură până la sfârșitul Primului Război Mondial. Urmele amintirii sale sunt păstrate în portrete și parodii ale unor scriitori precum Ion Luca Caragiale și Petru Dumitriu.

## Biografie
Data exactă a nașterii lui Văcărescu rămâne necunoscută. Totuși se știe că el a murit la vârsta de 60 sau 61 de ani, ceea ce înseamnă că s-a născut în 1842 sau 1843. Este, de asemenea, sigur că a primit o educație aristocrată în familia Văcărescu și a avut o legătură directă cu alte familii proeminente ale boierilor valahi; spre deosebire de ei, el a moștenit puțină avere. A fost fiul poetului Iancu Văcărescu și nepot al lui Alecu Văcărescu. Unchiul său, Ienăchiță Văcărescu, a fost mare dregător domnesc și autorul celei dintâi gramatici românești tipărite (1787). Străbunicul său, Ianache Văcărescu, a servit sub Domnul Constantin Brâncoveanu în timpul Campaniei de pe Prut și a fost executat alături de el. Alți strămoși ai jurnalistului au fost în permanent conflict cu domnii fanarioți care l-au succedat pe Brâncoveanu: tatăl lui Ienăchiță a fost otrăvit, în timp ce Alecu a fost condamnat la moarte sub acuzații false.
Iancu a fost disident în timpul regimului Regulamentul Organic. Arestat pentru intervale diferite de timp, moșia sa a fost confiscată de prințul Alexandru Dimitrie Ghica. După căderea lui Ghica, el a candidat în primele alegeri de 
deputați ai Adunării Obștești, câștigând doar 21 de voturi din 179. Mătușa sa, Marițica Văcărescu-Ghica, s-a căsătorit cu câștigătorul alegerilor, Gheorghe Bibescu. Ea a fost de asemenea poetă, deși opera ei a rămas nepublicată.
Mama lui Mișu Văcărescu, Ecaterina (1819-1891), era boieroaică, descendentă din familia Cantacuzino prin ramura moldovenească și a revendicat dreptul de proprietate asupra unei moșii din Pașcani. În ciuda zestrei ei generoase, familia s-a confruntat cu probleme financiare. Ea a avut opt copii cu Iancu, dintre care șase au ajuns la maturitate: Eufrosina măritată Greceanu (1837-1870), despre care George Călinescu scrie că era "producătoare de copii nelegitimi"; Ioan (1839-1914), militar de carieră și tatăl scriitoarei Elena Văcărescu; Maria măritată Fălcoianu (1841-1912); Ecaterina măritată Lahovary (1846-1917); Alexandrina măritată Darvary (1851-1899); Constantin (1850-1899). Printre verișorii lui Claymoor se numără și Theodor C. Văcărescu, diplomat.
Absolvent al liceului Henri-IV din Paris, Văcărescu a rămas întotdeauna ca un "mare prieten al Franței", potrivit colegilor săi de la Le Figaro. Orfan la vârsta de 20 de ani, când tatăl său a murit "de răceală, în vârstă de 70 de ani", el și frații săi și-au împărțit averea între ei și creditorii lui Iancu. Prima sa chemare a fost armata, unde a ajuns la rangul de căpitan în corpul de cavalerie al Principatelor Unite, după care s-a retras pentru a prelua munca în presa mondenă din București. Scriitorul-diplomat Gheorghe Crutzescu notează că lui Claymoor  "nu-i plăceau femeile" deși La Belle Otero reușise să-l impresioneze. În jurul anului 1890, a fost implicat într-un conflict juridic cu maiorul Baldovici, iar zvonurile răspândite în presa rivală spun că a încercat să-l seducă pe el și pe alți militari. Cu toate acestea, Bacalbașa califică astfel de zvonuri "înspăimântătoare" drept "fabule".
Prima experiență a lui Văcărescu cu jurnalismul francofon a fost la ziarul La Roumanie (1873-1876), unde a folosit pseudonimul Velréas. Mai târziu a scris la ziarul de stânga Românul (1877–1879), unde a început să-și folosească pseudonimul consacrat. Ca Claymoor, el și-a început activitatea la L'Indépendence Roumaine în 1879 sau 1880. În același timp, ca Babylas, el scria pentru La Roumanie Ilustrée. Aceste cronici timpurii au coincis cu introducerea iluminatului electric, care, de la cca. 1882, a permis ca petrecerile de noapte în aer liber să devină modă. Cronica sa regulată a fost "Carnet du High-Life" și anual publica un "Almanach du High-Life". Primul almanah al lui Claymoor a fost La Vie à Bucarest 1882–1883 ("Viața în București 1882-1883"), publicat la compania Theil & Weiss, urmat de La Lanterne Mondaine  în 1884. În acel an, în februarie, Claymoor a avut o ceartă cu un redactor de la L'Indépendence Roumaine, Alexandru Ciurcu, și a plecat pentru scurt timp să lucreze pentru Gazette de Roumanie. Potrivit spuselor sale, acesta a fost un "incident destul de burlesc", declanșat de încercarea lui Ciurcu de a elimina din cronica de modă "toate petrecerile la care el nu a fost niciodată invitat".

### Arbitru al eleganței
Claymoor a devenit în curând unul dintre obișnuiții de la Casa Capșa, frecventând o societate care i-a inclus și pe Nicolae Filipescu și N. T. Orășanu. Memoiristul Constantin Bacalbașa amintește de el ca  "un om foarte decent" și "perfect colegial". Totuși, el spune despre Claymoor că "a fost ziarist, dar prin nici o lature nu făcea parte din lumea ziariștilor; trăia în sânul societății boierești în care crescuse și căreia îi aparținea". Mai controversat, din 1888, când a devenit delegat român la Expoziția Universală de la Paris, Claymoor a fost zugrăvit ca un client politic al Partidului Conservator de guvernământ.
Scriitorul George Costescu descrie L'Indépendence Roumaine ca fiind "întocmit pe normele ziaristice occidentale" și notează rolul lui Claymoor în pionieratul pe plan local a reportajului "mondain": "Iscusitul Mihail Văcărescu-Claymoor făcea recenziile tuturor recepțiunilor politice și diplomatice, ale reuniunilor artistice și ale balurilor, concertelor, servărilor și nunților la care luau parte familiile elitei bucureștene". Conceptul a fost criticat de anti-elitiști. În 1912, George Ranetti susținea că rubrica Carnet du High-life ar fi fost "mai mult sau mai puțin justificată într-un oraș ca Parisul", întrebându-se "la ce ar servi în România?"; în absența unei culturi aristocratice, Claymoor doar "hrănind vanitățile" unei plutocrații comerciale. În mod similar, Bulei vede Carnetul ca o imitație a celor similare din Le Figaro și Le Gaulois, "dar avea savoarea ei dâmbovițeană". El sugerează că unele dintre cronicile lui - de exemplu una care o descria pe Zoe Sturdza, soția politicianului D. A. Sturdza - au fost neintenționat amuzante.
În 1890, ziarul Amiculu Familiei îl descria pe Claymoor drept "o figură tristă a jurnalismului [românesc]". Acesta a deplâns cultura franțuzită care l-a produs pe Claymoor, și a remarcat că stilul său metaforic a fost luat în râs de ziarul belgian La Réforme. Totuși, așa cum notează Bacalbașa, scrierile lui Claymoor l-au făcut "o mică celebritate": "timp de 24 de ani, Bucureștii au avut epoca lui Claymoor". Potrivit aceleiași surse, Claymoor putea descrie "minunat și cu multă competență o îmbrăcăminte completă a doamnelor la deosebitele serate. Unii pretindeau că autorul lor era plătit de cusătoresele cele de lux, însă lucru n-a fost niciodată dovedit." Se pare că abonarea la L'Indépendence Roumaine și "citirea doar a rubricii lui Claymoor" au fost preocuparea centrală pentru fetele abia ieșite din internatele școlare. Potrivit lui Crutzescu: "pe atunci, pentru doamnele din societatea bucureșteană să nu fii citată de Claymoor în „Carnet du Highlife” era o nenorocire, o jicnire soră cu moartea mondenă. De aceea, casa lui Claymoor era plină cu daruri felurite, de la doamnele doritoare de a nu fi niciodată uitate, sau trecute cu vederea." "Atunci când Claymoore lăuda o toaletă sau recomanda o cusătoreasă, toată lumea bună adopta și cusătoreasa și toaleta".
Uneori, contribuțiile sale erau dublate de critici de teatru, cum ar fi atunci când, în 1884, el a făcut cronică la O scrisoare pierdută a lui Ion Luca Caragiale. Opinia sa generală negativă a fost judecată de criticii ulteriori. Inclus în mod repetat ca unul dintre detractorii lui Caragiale, el a criticat  pe Caragiale și Paul Gusty pentru adaptarea și punerea în scenă a unei piese anti-război în 1888. Totuși, el a aplaudat producția Tochter des Herrn Fabricius de Adolf Wilbrandt. Competența sa în domeniu a fost pusă la îndoială de cronicarul Dimitrie Rosetti-Max. Când, în 1887, s-a anunțat că Claymoor va fi criticul pentru o trupă franceză aflată în turneu în București, Rosetti-Max a remarcat: "Aceasta mă face să bănuiesc că trupa nu are costume încă și Claymoor [...] este pentru a evalua dacă corsajele artiștilor trec de inspecția de la miezul nopții". 
Claymoor a câștigat mai multă respect în calitate de critic cinematografic de pionierat: în 1896-1897 el a fost printre primii care au făcut cronică primelor filme românești și, după cum susține istoricul de film Dinu-Ioan Nicola, a avut "intuiții critice surprinzătoare".
Claymoor a contribuit direct la succesul L'Indépendence Roumaine (a devenit al doilea cel mai popular ziar până în 1897). A murit la București la 12 iunie 1903, după ce a căzut în fața biroului L'Indépendence Roumaine, unde tocmai aducea ultima sa cronică. Deși uneori se spune că a murit pe loc, de fapt a murit în casa surorii sale. Cauza ultimă a morții a fost un ulcer gastroduodenal. A fost îngropat la cimitirul Bellu. Obiectele sale de artă au fost scoase la licitație până în ianuarie 1904, iar  Almanach du High-Life a continuat să fie publicat în anii următori.